# Vincenzo Maria Pellegrini
Vincenzo Maria Pellegrini (La Valletta, 12 aprile 1911 – La Valletta, 1º ottobre 1997) è stato un politico, scrittore e poeta maltese che scrisse in italiano, inglese e maltese.

## Biografia
Nato a La Valletta nel 1911, nel 1920 frequenta il seminario vescovile della diocesi di Gozo a Victoria e dal 1921 al 1927 frequenta il liceo nella sua città natale e nel 1930 pubblica le sue prime poesie nel mensile studentesco cattolico maltese Vox e ne L'amico di gioventù di Catania. 
Nel 1932 si iscrive alla facoltà di lettere e poi alla facoltà di legge dell'Università di Malta, fonda la Società Universitaria di Letteratura Italiana e il quotidiano da lui fondato poco tempo prima, La brigata diventa organo ufficiale della società universitaria. Lo stesso anno viene eletteo co-direttore del Journal of the Malta University Literary Society e pubblica le sue prime poesie in maltese e in inglese. 
Nel 1934 fonda la casa editrice maltese L'Isola che pubblica in maltese, italiano e inglese e nel 1937 ottiene il dottorato in legge; nel 1939 si sposa con Josephine Calleja (1902-1984) che le dà tre figli (Anita nel 1940, Franco nel 1943 e Gabriele nel 1945).
Nel 1943 comincia la carriera politica essendo invitato a prender parte del Congresso Nazionale per convocare l'Assemblea Nazionale, di cui diverrà membro nel 1945 nominato per rappresentare il Collegio Notarile maltese. Membro del Partito Nazionalista contesta con Enrico Mizzi le elezioni del 1945 dove si presentò unicamente il Partito Laburista, appoggiato dai britannici, in seguito contesterà l'ingiusta detenzione del Mizzi in Uganda. 
Nel 1949 fonda la rivista mensile letteraria in italiano La Crociata, organo del movimento neo-rondista italiano e nel 1950 fonda all'interno del Malta Cultural Institute in Circolo di Studi in Lingua Italiana di cui fu anche presidente fino al 1957.
Il 29 marzo 1966 ricevette dal presidente della Repubblica Italiana Giuseppe Saragat tramite il ministero degli Affari esteri Amintore Fanfani l'onorificenza di Cavaliere dell'Ordine della Stella della Solidarietà Italiana.
Nel 1982 compose un poema dedicato a Giuseppe Garibaldi in occasione del centenario della sua morte che venne apprezzato dal sindaco di La Maddalena Romeo Armellini e nello stesso anno compose l'unica antologia di poesie in spagnolo Lluvia de diamante. 
Esercitò anche la carriera di notaio a Rabat che gli ha dedicato una via nel 2000, anche se esercitò quasi tutta la carriera notarile a La Valletta nel suo studio in 106, Arcibishop Street.
Era anche un cavaliere del Venerabile ordine di San Giovanni e ufficiale e tenente di vascello dei Cavalieri di Colombo.
Durante la sua vita fu uno strenuo difensore della lingua italiana a Malta.

## Opere

### Romanzi
- Pensieri, accenti e sillabe, 1933
- Il Cardinale Mezzofanti, L'Isola, 1934
- Vele allo orizzonte: canti, L'Isola, 1935
- Giovanni Berchet: capo del romanticismo e poeta del risorgimento, L'Isola, 1936
- Gianbattista Pergolesi, 1938
- Dio e l'uomo, L'Isola, 1949
- La Crociata, organo ufficiale del movimento neo-rondista italiano diretta da V.M. Pellegrini, La Valletta, 1949-1954
- Asfodeli d'oro - antologia, 1950
- Ritorno all'amore, 1950
- Enrico Mizzi, 1951
- Primo Convegno di Poeti Neo-Rondisti, convocato da V. M. Pellegrini a Malta, Malta, 1951
- Marcellino hobż u nbid: radiodramm imsejjes fuq xoghol ta', L'Isola, 1956
- Discesa in terra, L'Isola, 1961
- L-Epopea ta' gensna: viżjoni storika, L'Isola, 1971
- Orizzonte senza fine: antologia di poeti maltesi - Visioni poetiche di V.M. Pellegrini, L'Isola, 1975
- Il Leon di Caprera - Giuseppe Garibaldi, 1982
- Lluvia de diamante, 1982
- (IT, MT)  Omaggio alla Calabria, 1986
- V.M. Pellegrini con Mario F. Bezzina, Blooming Flowers: A Selection of Poems in Maltese Translated in English, 1991
- Id-dehra ta' Lourdes, 1993

### Teatro
- Un Gianciotto '900, 1950
- Trecent'anni dopo, 1950
- L'imprevisto a Villa Chiusa, 1951
- La predestinata, 1954
- Il Natale di Cristo, 1951
- Le muse di Chopin, 1955
- No, no Alessandro
- La morte del Battista
- Figure della Passione
- L'Araldo di Cristo, 1959